# Орлофф, Петер
Петер Орлофф (род. 12 марта 1944 года в Лемго, настоящее имя — Пётр Николаевич фон Орлов) — немецкий поп-певец, композитор, автор песен и музыкальный продюсер.

## Биография
Петер Орлофф родом из немецко-русской семьи. Его мать Галина Хильдегард была немкой, отец Николай фон Орлов происходил из русской дворянской семьи и был протестантским священнослужителем, который в 1930-х годах стал соучредителем Черноморского казачьего хора и руководил им на протяжении десятилетий. В 14 лет Петер Орлофф был самым молодым участником этого хора, а в 17 лет как сольный певец и отправился с хором в концертные туры по Европе. Он получил профессиональные уроки пения и изначально поставил перед собой цель стать оперным певцом. После школы (Abitur в гимназии Кристиана-Дитриха-Граббе- Детмольд) он изучал право в Кельне по просьбе отца. В 1960-х годах он основал музыкальную группу The Cossaks , затем его открыл автор текстов Хайнц Корн, у которого он работал студийным певцом, и опубликовал кавер-версию песни The Most Beautiful Girl в Мир в 1967 год, один из самых больших хитов певца ГДР Гюнтера Гайсслера (тексты и музыка), его первая пластинка.
Со своей второй песней «Никогда не поздно» он вошел в официальные чарты в 1967 году. Его самая успешная на сегодняшний день песня, исполненная им самим, A Girl Forever, достигла 16-го места в немецких чартах в 1971 году и получила золотой рекорд. В Бельгии A Girl Forever стала хитом номер один в чартах синглов. Другими рекордными успехами в качестве певицы были «Все любят тебя — кто-то любит тебя», «Всякий раз, когда я вижу Джози» (кавер-версия "Кары, Кара "), «Кора, иди домой» (кавер-версия «Tom Tom Turnaround») или «Отличная девушка — Моника».
Всего в хит-параде ZDF он появился со своими хитами 28 раз . Он был временно исключен из этой программы в начале 1970-х годов после того, как были обнаружены попытки манипулировать карточками для голосования за его титул Бэби Дадамда. «11 307 открыток были заполнены одним и тем же почерком и отправлены пачками в одно и то же почтовое отделение». Сам Орлофф яростно заявлял о своей невиновности в этом отношении. Ровно через год он вернулся в хит-парад ZDF и занял второе место с A Girl Forever. Всего он трижды становился победителем хит-парада ZDF.
В 1974 году он появился вместе с Берндом Клювером под руководством Зигги Гетца в популярном художественном фильме «Двое на седьмом небе», для которого он также написал музыку к фильму. Прорыв Орлова как композитора произошел, когда он написал музыку к названию Du для Питера Маффея в 1969 году, которая стала одним из величайших успехов сингла Маффэя. Два хита номер один «Мальчик с гармоникой» и «Маленький принц» Бернда Клювера, для которых Орлов отвечал как за текст, так и за музыку, являются синонимами. Он также написал названия для таких художников, как Фредди Куинн , Рекс Гильдо , Ренате Керн , Бата Иллик , Хейно , Бернхард Бринк , Марион Мерц , Северин , Эльфи Граф , Нина и Майк , Лолита , Мел Джерси , Рой Блэк и Хулио Иглесиас . Вне хитового жанра он работал, среди прочего, Он также работал с немецкой рок-группой Franz K. и Birth Control, с которой он также записал свой хит Das brennt как hot wie Feuer .
После успеха сингла «I Love You», написанного Драфи Дойчером, и появления «Новой немецкой волны» в начале 1980-х вокруг Орлова стало потише. Но даже в это время он продолжал иметь успех, особенно в Австрии . В 1975 году он написал музыкальную тему для полуденной программы RTL-12 для Радио Люксембург, которую он записал со своим Звуковым оркестром Питера Орлова . С «Королевой ночи» он стал первым большим хитом Майорки в 1980-х годах.
В 1990-е годы Орлов также посвятил себя народной музыке, но также оставался активным в жанре хитов. Он выступал попеременно с Гильдо Хорном в кёльнском «Луксоре». Он выиграл ARD Deutsche Schlagerparade, продюсером которого выступил Дитер Томас Хек, с фильмом «Девушка навсегда». С 1993 года является генеральным музыкальным руководителем Черноморского казачьего хора и выступает с ним в церквях и концертных залах.
В январе 2019 года он занял 7-е место в немецком чарте i-Tunes с новой записью A Girl Forever . В мае он достиг второго места в официальном немецком чарте GfK Top 10 Folk Music со своим альбомом Teure Heimat (Петер Орлофф и Черноморский казачий хор). По ежегодной оценке альбом вошел в топ-20. 6 декабря 2019 года Питер Орлофф впервые с этим альбомом вошел в официальный чарт 100 лучших альбомов GfK.
В январе 2020 года он был удостоен двух премий Smago Awards как «Титан» и как «Король сердец джунглейй».

## Личная жизнь
Питер Орлов женат с 1992 года и живет в Оверате недалеко от Кёльна.

## Участие в реалити-шоу на ТВ
В январе 2019 года он был участником 13-го сезона реалити-шоу «Я знаменитость — вытащи меня отсюда!», занял 3 место и получил награду «Король сердец джунглей»В ноябре он участвовал в специальном выпуске знаменитостей «Воин ниндзя» как самый старый участник в мире.

## Общественная деятельность
Орлофф поддержал фонд Райнера Мойча FLY & HELP в строительстве школы в Аргентине с гонораром в 40 000 евро, а также входит в попечительский совет фонда и является его послом. Он также является послом детской благотворительной организации ICH — Inter-National Children Help .

## Фильмография
- 1971 — Забастовка двоюродных бабушек
- 1974 — Двое на седьмом небе